# Patrick de Preux
Pour les articles homonymes, voir Preux (homonymie).
 (mars 2025).
Motif : Personnalité d'envergure régionale (Vaud). Absence de sources secondaires centrées d'envergure nationale (ce que n'est pas un entretien Paris Match).
- Archive Wikiwix
- Bing
- Cairn
- DuckDuckGo
- E. Universalis
- Gallica
- Google
- G. Books
- G. News
- G. Scholar
- Persée
- Qwant
- (zh) Baidu
- (ru) Yandex
- (wd) trouver des œuvres sur Wikidata

| 1. | Préciser le motif de la pose du bandeau. | Précisez le motif de la pose du bandeau en utilisant la syntaxe suivante : {{admissibilité à vérifier\|date=juin 2025\|motif=remplacez ce texte par le motif}}                        |
| 2. | Informer les utilisateurs concernés.     | Pensez à avertir le créateur de l'article, par exemple, en insérant le code ci-dessous sur sa page de discussion : {{subst:avertissement admissibilité à vérifier\|Patrick de Preux}} |

 (mars 2025).
La mise en forme du texte ne suit pas les recommandations de Wikipédia : il faut le « wikifier ».
Les points d'amélioration suivants sont les cas les plus fréquents. Le détail des points à revoir est peut-être précisé sur la page de discussion.
- Les titres sont pré-formatés par le logiciel. Ils ne sont ni en capitales, ni en gras.
- Le texte ne doit pas être écrit en capitales (les noms de famille non plus), ni en gras, ni en italique, ni en « petit »…
- Le gras n'est utilisé que pour surligner le titre de l'article dans l'introduction, une seule fois.
- L'italique est rarement utilisé : mots en langue étrangère, titres d'œuvres, noms de bateaux, etc.
- Les citations ne sont pas en italique mais en corps de texte normal. Elles sont entourées par des guillemets français : « et ».
- Les listes à puces sont à éviter, des paragraphes rédigés étant largement préférés. Les tableaux sont à réserver à la présentation de données structurées (résultats, etc.).
- Les appels de note de bas de page (petits chiffres en exposant, introduits par l'outil «  Source ») sont à placer entre la fin de phrase et le point final[comme ça].
- Les liens internes (vers d'autres articles de Wikipédia) sont à choisir avec parcimonie. Créez des liens vers des articles approfondissant le sujet. Les termes génériques sans rapport avec le sujet sont à éviter, ainsi que les répétitions de liens vers un même terme.
- Les liens externes sont à placer uniquement dans une section « Liens externes », à la fin de l'article. Ces liens sont à choisir avec parcimonie suivant les règles définies. Si un lien sert de source à l'article, son insertion dans le texte est à faire par les notes de bas de page.
- La présentation des références doit suivre les conventions bibliographiques. Il est recommandé d'utiliser les modèles {{Ouvrage}}, {{Chapitre}}, {{Article}}, {{Lien web}} et/ou {{Bibliographie}}. Le mode d'édition visuel peut mettre en forme automatiquement les références.
- Insérer une infobox (cadre d'informations à droite) n'est pas obligatoire pour parachever la mise en page.

Pour une aide détaillée, merci de consulter Aide:Wikification.
Si vous pensez que ces points ont été résolus, vous pouvez retirer ce bandeau et améliorer la mise en forme d'un autre article.
Patrick de Preux, né le 5 avril 1955 à Lausanne, est une personnalité politique, membre du Parti libéral, et un gestionnaire sportif suisse.
Il est député libéral au Grand Conseil du canton de Vaud[Depuis quand ?] jusqu'en 2009 et président du Lausanne Hockey Club de 2011 à 2024.

## Biographie

### Origines et famille
Patrick de Preux naît le 5 avril 1955 à Lausanne, dans le canton de Vaud, en Suisse. Il est originaire de Sion, dans le canton du Valais.
Son père, Raoul de Preux, est cardiologue ; sa mère est née Christine Nicod. Il a trois sœurs aînées.
Il s’est marié une première fois en 1981 avec Bellice de Preux, née Rychner. Ils ont eu deux enfants avant leur divorce. De Preux est maintenant marié à Astrid.

### Études et parcours professionnel
Licencié en droit, il soutient en 1981 sa thèse de doctorat intitulée La professio juris.
Notaire depuis 1984, il a établi son cabinet à Lausanne.
Il est administrateur de l'Aéroport de Lausanne[Depuis quand ?] et cofondateur d’Héli-Lausanne.

### Parcours politique
Patrick de Preux est député libéral au Grand Conseil du canton de Vaud[Depuis quand ?] jusqu'en 2009. Il y défend une initiative pour une force de police unifiée et participe à une campagne d'opposition à un local d'injection de la commune de Lausanne qu'il nomme "Dope City",. Il préside en 2004 la commission d'enquête parlementaire sur la Banque cantonale vaudoise.
Il est candidat malheureux au Conseil national en octobre 2007.
Il est également membre pendant deux législatures, jusqu'en 2021, de la Municipalité (exécutif) de Buchillon, où il est responsable en 2013 de l'aménagement du territoire, des bâtiments et du logement.

## Sport

### Hockey sur glace
Il est président du Lausanne Hockey Club du printemps 2011 jusqu'à sa démission en août 2024.
Nommé président en 2011, de Preux a hérité d'une équipe évoluant en Ligue nationale B (LNB), la deuxième division du hockey suisse. Un moment clé est survenu lors de la saison 2012-2013 lorsque le LHC a remporté le championnat de LNB, puis a triomphé en barrages de promotion/relégation contre les SCL Tigers avec une victoire 4-2 en série, leur permettant d'accéder à la LNA pour la saison 2013-2014 (Championnat 2012-13).
La présidence de de Preux a également supervisé des avancées infrastructurelles, notamment la transition de l'ancienne patinoire de Malley à la Vaudoise Aréna en 2019, améliorant les installations pour les joueurs ainsi que l'expérience des supporters.
Interview radio où de Preux évoque son rôle au Lausanne HC.

### Aviation
D'abord parapentiste, de Preux a toujours aimé voler et est devenu pilote après un accident de parapente. En 1993, il s'est engagé dans un débat très animé pour sauver l''Aéroport de Lausanne.
"En 1993, la concession d'exploitation a été transférée de la municipalité de Lausanne à l'ARLB (Aéroport Région Lausannoise la Blécherette SA). "Yvette Jaggi nous avait donné quatre mois avant la faillite", raconte Patrick de Preux, l'un des militants impliqués. "Grâce aux souscriptions lancées, nous avons récolté 2,7 millions de francs, ce qui nous a permis de relancer les activités de la Blécherette et de gagner la confiance des banques." [repris de 24 heures]

## Musique
de Preux est aussi guitariste du groupe High5, un groupe lausannois pop-rock.

## Discographie

### Avec le groupeHigh5
Albums studio
High5 (2022) [réf. nécessaire]
Premier album du groupe lausannois, mêlant pop rock, balades acoustiques et influences anglo-saxonnes. Patrick de Preux y signe plusieurs compositions originales et interprète à la guitare.

### Singles
Wonderful Day (2022) [réf. nécessaire]
Home Again (2023) [réf. nécessaire]
Hole in One (2021)
Commande du Golf Club de Lausanne pour son 100e anniversaire; Paroles en français : Pierre-Olivier Wellauer et Patrick de Preux; Non disponible sur les plateformes de streaming

### Participations notables
Verbier Music Nights – Live Session (2024) – enregistrement collectif lors d’un concert en plein air dans les Alpes suisses. [réf. nécessaire]